# Poções
Poções este un oraș în statul Bahia (BA) din Brazilia.